# Villamanín (kommunhuvudort)
Villamanín är en kommunhuvudort i Spanien.   Den ligger i provinsen Provincia de León och regionen Kastilien och Leon, i den norra delen av landet, 391 km nordväst om huvudstaden Madrid. Villamanín ligger 1 134 meter över havet och antalet invånare är 1 129.
Terrängen runt Villamanín är huvudsakligen kuperad. Villamanín ligger nere i en dal. Runt Villamanín är det ganska glesbefolkat, med 27 invånare per kvadratkilometer. Närmaste större samhälle är Ruayer, 15,4 km nordost om Villamanín. Omgivningarna runt Villamanín är en mosaik av jordbruksmark och naturlig växtlighet.